# إيرنيستو فاسكيز
إيرنيستو فاسكيز (بالإسبانية: Ernesto Vazquez)‏ (29 مارس 1989 بمدينة مكسيكو في المكسيك - ) هو لاعب كرة قدم مكسيكي في مركز الوسط. لعب مع نادي أمريكا وClub América Reserves and Academy ‏.

## وصلات خارجية
- إيرنيستو فاسكيز على موقع قاعدة بيانات كرة القدم.إي يو (الإنجليزية)